# Alessandro De Magistris
Alessandro De Magistris (Milano, 24 marzo 1890 – Milano, 21 settembre 1970) è stato un calciatore italiano, di ruolo difensore.

## Biografia
(Aka Magretto) era nato a Milano e non a Ramusano (comune non esistente in Italia), e lo stesso errore è stato fatto per Angelo De Magistris perché, a torto (genitori diversi), è stato ritenuto essere stato suo fratello.
Quando nel 1999 l'Inter ha pubblicato per la prima volta i suoi dati anagrafici, hanno attinto alle sue schede matricolari conservate dall'Archivio di Stato di Milano nell'archivio militare e hanno frainteso quanto scritto perché il nome della città (Milano) era scritto in diagonale e spalmato su 3 spazi (città, circondario e provincia) mentre in fondo alla riga destinata alla città era debordato il cognome da nubile di sua madre (Ramosino), cognome che è stato poi "trasformato" in Ramusano.
I suoi dati anagrafici sono esatti sia sulla scheda militare che all'anagrafe del Comune di Milano.

## Carriera
In due stagioni all'Inter collezionò due sole presenze senza segnare nessuna rete la prima l'11 giugno 1911 contro l'U.S. Milanese in una vittoria per 4-0, mentre l'ultima contro il Casale in una vittoria per 3-0 l'8 ottobre dello stesso anno.
Smette di giocare a causa della morte del padre avvenuta nel 1913.

## Statistiche

### Presenze e reti nei club
| Stagione        | Club            | Campionato      | Campionato | Campionato |
| Stagione        | Club            | Comp            | Pres       | Reti       |
| --------------- | --------------- | --------------- | ---------- | ---------- |
| 1910-1911       | Inter           | Prima Categoria | 1          | 0          |
| 1911-1912       | Inter           | Prima Categoria | 1          | 0          |
| Totale Inter    | Totale Inter    |                 | 2          | 0          |
| Totale carriera | Totale carriera |                 | 2          | 0          |

## Palmarès

### Club
Campionato italiano: 1 
Inter:1909-1910